# Graumann-pénzláb
A Graumann-pénzláb (németül: Graumannscher Münzfuß) a II. Frigyes porosz király 1750. július 14-én kelt rendelétben kihirdetett porosz pénzreform szabványa, mely kidolgozójáról, Johann Philipp Graumann Generalmünzdirektorról kapta nevét. 14 talléros és 21 forintos ezüst pénzlábat (1 birodalmi tallér = 1,5 dél-német forint) vezetett be.
A Graumann-pénzláb értelmében egy kölni márka (233,856 gramm) színezüstből 14 porosz birodalmi tallért, illetve 21 dél-német forintot kellett verni. Következésképpen egy birodalmi tallér 16,704 gramm, egy dél-német forint 11,136 gramm színezüstöt tartalmazott. A birodalmi tallért az 1820-as évektől hivatalosan porosz tallérnak nevezték, és 24 jó garasra, illetve 288 pfennigre, majd 1930 után 30 ezüstgarasra és 360 pfennigre oszlott. Az ugyanekkor bevezetett Frigyes-aranyak értékét 5 birodalmi tallérban rögzítették, a hétéves háború (1756–1763) után az arány 5⅓-ra, majd a 19. századtól 5⅔-ra módosult. Háromszoros, hatszoros és tizenkétszeres tallérokat is vertek.
A 18. században a Graumann-pénzláb gyakorlatilag az összes észak- és közép-német államban elterjedt. A drezdai pénzverési egyezmény szerint vert 1857 (azaz a bécsi pénzszerződés és az egyleti tallér mint pénzegység életbelépése) előtti porosz tallérokat olykor – helytelenül – egyleti tallérnak is nevezték, de ezt is a Graumann-pénzláb szerint verték. A Graumann-pénzlábat – némi változtatással, lásd a bécsi pénzverési egyezményt – gyakorlatilag egészen 1908-ig használták.